# Giorgia Meloni
Giorgia Meloni (Rim, 15. siječnja 1977.) talijanska je novinarka i političarka. Izabrana je za predsjednicu vlade Republike Italije, a na dužnost je prisegnula 22. listopada 2022. godine. Prva je žena na čelu vlade u povijesti talijanske republike. Bila je zastupnica u Zastupničkom domu Parlamenta Republike Italije od 2006. do 2022. godine. Predsjednica je stranke Braća Italije (FdI) od 2014. godine, a od 2020. predsjednica je Stranke europskih konzervativaca i reformista. U četvrtoj vladi Silvija Berlusconija bila je ministrica mladeži, a ujedno i najmlađi ministar u talijanskoj povijesti.
Desničarska populistica i nacionalistkinja, njezini politički stavovi opisani su kao krajnje desničarski, iako odbija tu etiketu. Za sebe kaže da je kršćanka koja brani "Boga, domovinu i obitelj". Protivi se pobačaju, eutanaziji te partnerstvu, braku i roditeljstvu istospolnih parova. Protivnica prihvaćanja neeuropskih imigranata i multikulturalizma, optuživana je za ksenofobiju i islamofobiju. Pristaša je NATO-a, zastupa euroskeptične poglede i zalagala se za bolje odnose s Rusijom prije ruske invazije na Ukrajinu 2022., koju je osudila, obećavši da će nastaviti slati oružje Ukrajini.

## Životopis

### Mladost, obrazovanje i početak političke karijere
Rođena je 15. siječnja 1977. u Rimu. Njezin otac, Francesco Meloni, rođen je u Rimu, a majka, Anna (djevojački Paratore) rođena je na Siciliji. Njezin djed po ocu, Nino Meloni, bio je radijski producent, a baka po ocu bila je glumica Zoe Incrocci.
Melonin otac je napustio obitelj 1978. i preselio se na Kanare, gdje se ponovno oženio. Godine 1995. osuđen je zbog trgovanja narkoticima na 9 godina zatvora u Španjolskoj.
Meloni je odrasla u radničkoj četvrti Garbatella u Rimu, a tamo se preselila nakon što je kuća u kojoj je živjela kao dijete uništena u požaru. Njeno odrastanje je obitelj opisala kao siromašno. U svojoj autobiografiji Meloni je napisala da su djetinjstvo i raspad obitelji utjecali na njezino političko djelovanje. Ima stariju sestru Ariannu, koja je udana za Francesca Lollobrigida, talijanskog ministra poljoprivrede od 22. listopada 2022.
Godine 1992., u dobi od 15 godina, Meloni je postala članicom Omladinskog fronta, podmlatka Talijanskoga socijalnog pokreta, neofašističke talijanske stranke. Sudjelovala je u prosvjedima protiv reforme javnoga obrazovanja, koju je zagovarala tadašnja ministrica.
Od 1996. bila je vođa Studentske akcije, studentskoga ogranka Nacionalne alijanse. Iste godine završila je srednju školu Institut Amerigo Vespucci. Tih je godina radila kao dadilja i konobarica u jednome od najpoznatijih rimskih noćnih klubova.

### Politička karijera
Na općim izborima 2006. godine, izabrana je za zastupnicu Zastupničkoga doma Parlamenta Republike Italije i postala njegova najmlađa potpredsjednica. Istovremeno je radila kao novinarka.
U četvrtome sazivu vlade Silvija Berlusconija, izabrana je za ministricu mladeži i tu je funkciju vršila od 8. svibnja 2008. do 16. studenoga 2011. Bila je najmlađi ministar u povijesti Italije. Uoči Ljetnih olimpijskih igara 2008. godine u Pekingu, pozvala je atletsku reprezentaciju na bojkot svečanosti otvaranja zbog neslaganja s politikom Kine naspram Tibeta. Ovaj njezin stav kritizirali su premijer Berlusconi i ministar vanjskih poslova Franco Frattini.

Glasovala je protiv zakona o eutanaziji, koji je predložen 2009. godine..
Dana 20. prosinca 2012. zajedno sa zastupnicima Guidom Crosettom i Ignaziom La Russom osniva novi desničarski politički pokret Braća Italije, ali ostaje u koaliciji sa strankom Silvija Berlusconija. Ponovo je izabrana za zastupnicu u talijanskome parlamentu 2013., te postaje nositelj parlamentarne grupe s Braćom Italije na čelu. Na izborima za Europski parlament 2014. nije prošla izborni prag, ali postaje predsjednicom vlastite stranke.
Godine 2016. kandidirala se za gradonačelnicu Rima u koaliciji s desničarskom populističkom strankom Liga. Ne osvaja većinu i dolazi treća po broju glasova, no postaje članicom gradskoga vijeća grada Rima.
Na izborima za talijanski parlament 2018. uspijeva utrostručiti broj glasova u vlastitoj izbornoj jedinici i koalira sa strankom Liga Mattea Salvinija na nacionalnoj razini.
Na izborima za Europski parlament 2019. kandidirala se kao nositelj liste svoje stranke i dobiva dovoljan broj glasova (6,8%) da postane eurozastupnica.
Na izvanrednim izborima za talijanski parlament u rujnu 2022. njezina je stranka Braća Italije dobila najviše glasova (26%) i zajedno sa svojim koalicijskim partnerima osvojila je apsolutnu većinu. Kao predsjednica stranke koja je dobila najviše glasova i kao vođa najjače stranke unutar pobjedničke koalicije, najavila je da će tražiti mandat za formiranje vlade s njom kao premijerkom.

## Politički i ideološki stavovi
Giorgia Meloni sebe definira konzervativnom desničarkom i nacionalistkinjom. Protivi se istospolnome braku, registriranom partnerstvu istospolnih parova i njihovom pravu na posvajanje djece.
Politički je protivnici često napadaju kao ksenofobnu i islamofobnu desničarku, pošto je izrazila protivljenje davanju talijanskoga državljanstva djeci useljenika rođenoj na talijanskome tlu (tzv. ius soli). Protivi se useljavanju ljudi neeuropskog podrijetla i stvaranju multikulturnoga društva, tvrdeći da se ono provodi s ciljem "destrukturiranja našega društva i pokušaja oduzimanja našeg identiteta". Zagovarala je pomorski blok Sredozemnoga mora s ciljem odvraćanja afričkih useljenika i zakonsko uvođenje zločina „islamskoga ekstremizma”, ograničenja izgradnje džamija na talijanskome tlu, te zabranu nošenja hidžaba i nikaba.
Protivi se uvođenju osnovnoga dohotka na temelju državljanstva, ali zagovara financijsku pomoć države u svrhu politike podizanja nataliteta i "zaštite tradicijske obitelji", primjerice besplatne dječje vrtiće s radnim vremenom do kasnih večernjih sati, dječji doplatak do 80% plaće i doplatak za nezaposlene majke, pravo na rad na daljinu putem interneta za žene s djecom do 16 godina i uvođenje jednakoga poreza neovisno o primanjima (tzv. flat tax). Zalaže se za protekcionističku politiku za talijanske proizvode i odbacivanje Europskoga pakta o stabilnosti.
Predložila je načelo oružane samoobrane građana od kriminalaca, doživotnu robiju i kemijsku kastraciju za silovatelje i pedofile, te povećanje proračuna za oružane snage.
U vanjskoj politici zagovara ideju atlantizma i aktivne uloge Italije u NATO-u, a na europskoj političkoj sceni politički je najbliža španjolskome pokretu Vox i poljskoj stranci Pravo i pravda.

## Stav naspram Hrvatske
Giorgia Meloni bila je prozivana u hrvatskoj javnosti zbog iredentističkih stavova, točnije izjave kako bi se Istra i Dalmacija trebale oduzeti Hrvatskoj i pripojiti Italiji te njezina protivljenja ulasku Hrvatske u Europsku uniju i zahtijevajući uvjetovanje hrvatskoga članstva u EU-u plaćanjem odštete iseljenim Talijanima s hrvatske obale nakon Drugoga svjetskog rata. Godine 2014. u objavi na Facebooku zaboravila je spomenuti Hrvatsku kao članicu EU-a pa pojasnila kako joj se to “ne uklapa u glavu”, jer je bila protiv ulaska Hrvatske u EU “bez vraćanja imovine prognanicima”. “Da ne spominjem, direktno pripajanje Istre i Dalmacije”, kazala je tada Meloni.
Slične poruke upućivala je i kasnije, a svake godine na dan sjećanja na stradale Talijane tijekom Drugog svjetskog rata, koje je kako tvrde talijanski desničari masakrirala jugoslavenska vojska, Meloni objavljuje poruke protiv Tita tvrdeći kako se slavi nekoga tko je naredio pokolj nad Talijanima, te da je njezina stranka predložila oduzimanje ordena Republike Italije Josipu Brozu Titu.

## Osobni život
Godine 2015. započela je vezu s novinarom Andreom Giambrunom, s kojim je naredne godine dobila kćer. Meloni je 20. listopada 2023. objavila razlaz s Giambrunom, nakon izjava izvan etera koje je prenio televizijski program Striscia la notizia, a koje su opisane kao "seksističke" i "šovinističke", uključujući predlaganje kolegice za seks u troje.
Meloni je katolkinja. Obožavateljka je fantastike, posebno J. R. R. Tolkiena. Pored Tolkiena, sklona je britanskom konzervativom filozofu Rogeru Scrutonu, te je izjavila da bi, da je Britanka, bila član Konzervativne stranke.